# Örményország a 2022. évi téli olimpiai játékokon
Örményország a kínai Pekingben megrendezett 2022. évi téli olimpiai játékok egyik részt vevő nemzete volt. Az országot az olimpián 3 sportágban 6 sportoló képviselte, akik érmet nem szereztek.

## Alpesisí
Férfi
| Versenyző            | Versenyszám      | 1. futam   | 1. futam   | 2. futam | 2. futam | Összesítés | Összesítés |
| Versenyző            | Versenyszám      | Idő        | Hely.      | Idő      | Hely.    | Idő        | Helyezés   |
| -------------------- | ---------------- | ---------- | ---------- | -------- | -------- | ---------- | ---------- |
| Harutyun Harutyunyan | Óriás-műlesiklás | nem indult | nem indult | kiesett  | kiesett  | kiesett    | kiesett    |

## Műkorcsolya
| Versenyző                              | Versenyszám | Rövid program | Rövid program | Kűr    | Kűr   | Összesítés | Összesítés |
| Versenyző                              | Versenyszám | Pont          | Hely.         | Pont   | Hely. | Pont       | Helyezés   |
| -------------------------------------- | ----------- | ------------- | ------------- | ------ | ----- | ---------- | ---------- |
| Tina Garabedian / Simon Proulx-Sénécal | Jégtánc     | 65,87         | 19.           | 101,16 | 16.   | 167,03     | 18.        |

## Sífutás
Távolsági
Férfi
| Versenyző          | Versenyszám | Klasszikus | Klasszikus | Szabad  | Szabad | Összesen  | Összesen |
| Versenyző          | Versenyszám | Idő        | Hely.      | Idő     | Hely.  | Idő       | Helyezés |
| ------------------ | ----------- | ---------- | ---------- | ------- | ------ | --------- | -------- |
| Mikayel Mikayelyan | 15 km       |            |            |         |        | 43:09,1   | 61.      |
| Mikayel Mikayelyan | 30 km       | 42:09,7    | 37.        | 43:08,5 | 47.    | 1:25:53,7 | 47.      |

Női
| Versenyző         | Versenyszám | Idő     | Helyezés |
| ----------------- | ----------- | ------- | -------- |
| Katya Galstyan    | 10 km       | 34:37,5 | 74.      |
| Angelina Muradyan | 10 km       | 39:43,4 | 94.      |

Sprint
| Versenyző      | Versenyszám       | Selejtező | Selejtező | Negyeddöntő | Negyeddöntő | Elődöntő | Elődöntő | Döntő   | Helyezés |
| Versenyző      | Versenyszám       | Idő       | Hely.     | Idő         | Hely.       | Idő      | Hely.    | Idő     | Helyezés |
| -------------- | ----------------- | --------- | --------- | ----------- | ----------- | -------- | -------- | ------- | -------- |
| Katya Galstyan | Női egyéni sprint | 4:00,48   | 80.       | kiesett     | kiesett     | kiesett  | kiesett  | kiesett | 80.      |